# Dalechampia pavoniifolia
Dalechampia pavoniifolia là một loài thực vật có hoa trong họ Đại kích. Loài này được (Chiov.) M.G.Gilbert mô tả khoa học đầu tiên năm 1992.